# Barleria verdickii
Barleria verdickii är en akantusväxtart som beskrevs av Wildem.. Barleria verdickii ingår i släktet Barleria och familjen akantusväxter. Inga underarter finns listade i Catalogue of Life.